# Општина Бабаица (Телеорман)
Бабаица (рум. Băbăiţa) општина је у Румунији у округу Телеорман.
Oпштина се налази на надморској висини од 92 m.